# Dysgonia marquesanus
Dysgonia marquesanus is een vlinder uit de familie van de Spinneruilen (Erebidae). Deze soort is voor het eerst wetenschappelijk beschreven als Achaea marquesanus door Cyril Leslie Collenette in een publicatie uit 1929.
De soort komt voor op de Marquesaseilanden.